# Irolita
Irolita és un gènere de peixos de la família dels raids i de l'ordre dels raïformes.

## Taxonomia
- Irolita waitii (McCulloch, 1911)[3]
- Irolita westraliensis (Last & Gledhill, 2008)[4][5][6][7][8][9]